# Vincent Lê Quang
Vincent Lê Quang, né le 4 août 1975 à Aurillac,  est un saxophoniste, compositeur et improvisateur français. Il est également professeur au Conservatoire national supérieur de musique et de danse de Paris.
Il joue avec de nombreux musiciens de jazz français et étrangers : Jeanne Added, Hélène Breschand, Giani Caserotto, Jean-Paul Céléa, Marc Ducret, László Fassang, Christophe Hache, Daniel Humair, Stéphane Kerecki, Jean-Luc Landsweerdt, Sylvain Luc, Alexandros Markeas, Fabrice Martinez, Vincent Peirani, Joe Quitzke, Aldo Romano, Bruno Ruder, Frédéric Stochl, Henri Texier, Walter Thompson (en), Guido Zorn...
Il se produit aussi auprès de musiciens et formations classiques tels que le Quatuor Ébène, Karol Beffa, Arnaud Thorette, Johan Farjot, Chantal Santon Jefferey, Raquel Camarinha, Claude Delangle, les solistes de l'Orchestre national d'Île-de-France...

## Biographie

### Formation musicale
Intéressé par la musique dès le plus jeune âge, Vincent Lê Quang apprend le clavier en autodidacte. Il commence à jouer du saxophone à l'âge de 13 ans après avoir vu le film Bird de Clint Eastwood.
Il se forme tout d'abord au Conservatoire à rayonnement régional de Clermont-Ferrand, dans les classes de saxophone, solfège supérieur et analyse musicale et chant. Vite remarqué par ses professeurs, il envisage alors de poursuivre la voie musicale. Entre 1994 et 1998, il travaille auprès de Pierre Doury l'écriture musicale et la composition à Schola Cantorum de Paris, où il obtient le Premier prix mention très bien avec les félicitations du jury.
Il suit parallèlement des études supérieures de mathématiques.
Sa pratique de l’improvisation, tant avec des musiciens de Jazz que des musiciens traditionnels, lui fait choisir le chemin de la scène. Il se consacre alors au saxophone soprano. En 1999 Vincent Lê Quang entre au Conservatoire national supérieur de musique et de danse de Paris, où il étudie dans les classes de jazz et musiques improvisées, de musique modale d'Inde du Nord, en classe d'improvisation générative et en classe d'ethnomusicologie. Il obtient les plus hautes récompenses en jazz et en improvisation générative (premiers prix mention très bien à l'unanimité et avec les félicitations du jury). Il termine ses études en 2005 après un cycle de perfectionnement en Jazz et musiques improvisées.  Ses professeurs sont François Jeanneau, Riccardo Del Fra, Patrick Moutal, Hervé Sellin, François Théberge, Glenn Ferris, Alain Savouret et Rainer Bœsch. La découverte de l’ethnomusicologie dans la classe de Gilles Léothaud influence ses conceptions personnelles de la musique.
Il remporte en juin 2003 le 1er prix d’orchestre du concours de La Défense Jazz Festival pour son duo avec Vincent Peirani, et le 1er prix de soliste du même concours.
Depuis 2007 Vincent Lê Quang est professeur d'Improvisation Générative au Conservatoire national supérieur de musique et de danse de Paris.

### Carrière musicale
Encore étudiant, il est remarqué par Daniel Humair qui l'invite pour de nombreux concerts dès 2001. Gérard Marais, Jean-Marie Machado, Aldo Romano ou encore Henri Texier font aussi appel à lui.
Il monte ses propres formations : Trio 1 avec Jean-Luc Landsweerdt et Christophe Hache, un duo avec Vincent Peirani, un duo avec László Fassang.
En 2003, il crée le trio « yes is a pleasant country » avec Jeanne Added (chant) et Bruno Ruder (piano), un trio où la voix est intégrée à l'ensemble instrumental, pouvant évoquer le duo de Jeanne Lee et Ran Blake. Ils interprètent des compositions de Vincent Lê Quang sur des poèmes de William Butler Yeats ou de E. E. Cummings, de Mingus, des standards de jazz ou des chansons de Gainsbourg ou des Beatles,. L'album yes is a pleasant country parait en 2011 chez Sans Bruit.
Il appartient depuis 2017 au Quintette d'Henri Texier (Sand Quintet, puis Chance Quintet). Il collabore plus étroitement avec le batteur Daniel Humair avec deux projets discographiques (Modern Art, Drum Thing).
Il compose pour son quartet constitué de Bruno Ruder, Joe Quitzke et Guido Zorn, dont le premier disque, Everlasting, est sorti en juin 2021.

## Influences
C'est un disque de compilation de Charlie Parker qui lui révèle son goût pour la musique de jazz, qu'il commence à travailler seul en jouant sur des disques dès ses premiers pas au saxophone. Puis John Coltrane, Sonny Rollins, Sidney Bechet, Steve Lacy, Stan Getz, Wayne Shorter, mais aussi Jean-Sébastien Bach, Gustav Mahler ou encore Claude Debussy sont autant d' influences décisives sur son identité musicale. Sa collaboration avec Daniel Humair l'aide à approfondir son vocabulaire rythmique.
Vincent Lê Quang puise aussi son inspiration dans la poésie, le cinéma ou la peinture. Il a mis en musique des poèmes de E. E. Cummings, William Butler Yeats, Paul Celan, Fernando Pessoa pour son trio yes is a pleasant country. Certaines de ses compositions font directement référence à des films comme Wanda de Barbara Loden ou Nuages flottants de Mikio Naruse.
Sa collaboration avec Walter Thompson lui a permis de pratiquer dès 1999 à un très haut niveau le langage du Soundpainting, et d'élargir sa palette compositionnelle. Il est le tout premier soundpainter français[source insuffisante], composant et enseignant ce langage depuis les années 2000.

## Compositions, arrangements
- Guylène (2003) de Joachim Kühn, arrangement et composition additionnelle pour orchestre symphonique et section Jazz, Daniel Humair batterie, direction Vincent Lê Quang.
- Axes Imaginaires (2005), commande du CNR de Cergy Pontoise, créée le 19 mars 2005 à Cergy Pontoise.
- Suite (2005) pour le Quatuor Ébène et le duo Peirani/Lê Quang créée le 28 mars 2005 (festival Le Printemps de Saint Cosme, Tours, enregistré et diffusé par France Musique le 21 avril 2005)
- Into the strenuous briefness (2005), récital de Vincent Lê Quang pour quintet de Jazz et Quatuor à Cordes, le 19 juin 2005 à la Cité de la Musique (Paris)
- Saisons (2006) pour l'ensemble CAIRN et Jeanne Added (chant), créé le 28 juillet 2006 au château de Ratilly (Yonne)
- Nachtmusik (2009), suite pour Quartet de Jazz
- Sur deux poèmes de W. B. Yeats (2014), suite pour voix et sept instruments, commande de France Musique[6] (Alla Breve)
- Mélodies (2000-?) sur des poèmes de E. E. Cummings, pour le trio Yes is a pleasant country
- The Neighbor pour voix, quatuor à cordes et quartet de Jazz (2019)

## Discographie
Vincent Lê Quang Quartet
- 2021 : Everlasting, avec Bruno Ruder, Joe Quitzke, Guido Zorn (La Buissonne)

Avec Riccardo Del Fra
- 2005 : Roses & Roots, Jazoo Project (Nocturne/Plus loin Music)

Avec Jean-Philippe Muvien
- 2006 : Air Libre, avec Daniel Humair, Jean-Paul Céléa, Louis Sclavis, Vincent Peirani, Maja Pavlovska (Allgorythm)

Avec László Fassang
- 2007 : The Course of the Moon (Orpheia)

Avec Vincent Peirani
- 2009 : Gunung Sebatu (Zig-Zag Territoires)

Avec Jeanne Added et Bruno Ruder
- 2011 : yes is a pleasant country (Sans Bruit)

Avec Jerry Léonide
- 2014 : The Key '(ACT music)

Avec Aldo Romano
- 2017 : Liberi Sumus '(Le Triton)

Avec Daniel Humair
- 2017 : Modern Art (Incises)
- 2017 : Seasoning, live at Theater Gütersloh (Intuition INTCHR 713322 / Socadisc)
- 2020 : Drum Thing (Frémeaux)

Avec Henri Texier
- 2017 : Sand Woman (Label Bleu)
- 2019 : Chance (Label Bleu)

Avec Simon Goubert
- 2019 : Nous Verrons (Ex-tension/Seventh Records/Bertus)